# Ourovéni
Ourovéni est une localité de l'union des Comores, située sur l'île de Grande Comore. En 1991, sa population est estimée à 1 068 habitants.

## Actions de développement
En 2017, l'ONG Ulanga met en œuvre le projet Professionnalisation de l’écotourisme pour la résilience des communautés locales face aux effets du changement climatique, dans les localités de Hantsindzi et de Ourovéni, avec l'accompagnement de l'initiative Objectif 2030.